# Horst Krüger (Rockmusiker)
Horst Krüger (* 14. Dezember 1942 in Berlin) ist ein deutscher Rockmusiker, Bandleader und Komponist. Krüger, der in Neuenhagen bei Berlin lebt, gehörte zu den Wegbereitern der DDR-Rockmusik und hat als Komponist die Rock- und Popszene in der DDR wesentlich bereichert. Sein musikalisches Schaffen umfasst bis heute über 1200 Kompositionen. Zu seinen bedeutendsten Werken zählt die Rockoper Rosa Laub.

## Musikalische Entwicklung

### Erste musikalische Erfolge
Horst Krügers Vater war der Pianist Erich Krüger. Horst Krüger erlernte jedoch zunächst den Beruf eines Maurers. Nach der Lehrausbildung begann Krüger seine Laufbahn als Musiker beim Berluc-Quartett. Anfangs saß er am Schlagzeug. Als der Bassist erkrankte, sprang Krüger für ihn ein und spielte fortan den Bass.
1962 wurde er Mitglied im Klaus-Lenz-Sextett, einer populären Modern-Jazz-Formation. Bei Lenz spielte er den Bass und versuchte sich als Sänger. Während seiner Dienstzeit bei der NVA von 1963 bis 1965 gehörte Krüger dem Erich-Weinert-Ensemble an. Da der Bass bereits vergeben war, wurde er Sänger und Orchesterwart. Nach seinem Armeedienst kehrte er zu Klaus Lenz zurück und ging mit der Klaus-Lenz-Big-Band auf Tournee.
Nach einem kurzen Intermezzo beim Siegfried-Labrot-Trio, wo er Schlagzeug spielte, aber auch am Piano und der Orgel saß, ging er 1966 zum Brandenstein-Ensemble und sang gemeinsam mit Gerti Möller im Gerd Michaelis Chor. Mit dem Minirock entstand in dieser Zeit sein erster eigener Titel. Der Text stammt von Wolfgang Brandenstein.

### Horst-Krüger-Sextett und -Septett
1968 gründete Horst Krüger seine erste eigene Band, in der er ans Schlagzeug zurückkehrte. Das Bassspiel hatte er inzwischen bei Klaus Trumpf von der Deutschen Staatsoper vervollkommnet und das Arrangieren bei Klaus Lenz erlernt. Dem Horst-Krüger-Sextett gehörten außerdem an: Benno Pennsler (Bassgitarre, Gitarre, Gesang), Werner Düwelt (Gitarre, Gesang), der Bulgare Emanuel Manolow (Saxophon, Klarinette), Hermann Anders (Orgel, Trompete) und Gerti Möller als Sängerin. Pennsler hatte zuvor bei den Sputniks und dem Hemmann-Quintett gespielt; Düwelt erlernte sein Handwerk bei Uve Schikora und Klaus Lenz. Mit der Band wandte sich Krüger vom Jazz ab und spielte fortan Rockmusik, produzierte mehrere Titel beim Rundfunk der DDR und veröffentlichte beim DDR-Label Amiga die ersten Plattenaufnahmen. Die Kompositionen und Arrangements stammten vorwiegend von Krüger. 1970 kam mit Werner Gasch ein neuer Schlagzeuger in die Band, und Krüger wechselte an das Keyboard. Gasch hatte zuvor bei Fips Fleischer gespielt. Nachdem der Posaunist Günter Weber in die Band gekommen war, nannte man sich Horst-Krüger-Septett. Mit Ausnahme von Krüger und Pennsler, die dem Publikum auch als „Horst und Benno“ bekannt waren, wechselte die Bandbesetzung mehrfach. In der Band spielten außerdem: Matthias Föhse (Schlagzeug, Gesang), Gottfried Flemming (Posaune, Geige), Manfred Brückner (Schlagzeug, Gesang), Ullrich Pexa (Gitarre) und Hans Pannasch (Alt- und Tenorsaxophon). Unter dem Einfluss der wechselnden Besetzung änderte sich auch das musikalische Profil der Band. Waren die Aufnahmen auf der ersten Langspielplatte, die 1971 erschien, noch als liedhafte Beatmusik zu charakterisieren, klang die 1972 veröffentlichte LP Geh durch die Stadt schon rockiger.

### Horst-Krüger-Band
1973 gründete Krüger mit der Horst Krüger Band eine neue Formation. Benno Pennsler ging zum Cantus-Chor. Der Horst-Krüger-Band gehörten an: Michael Heubach (Klavier, Orgel), Bernd Römer (Gitarre), Bernhard Wachsmann (Posaune), Peter Datschev (Querflöte, Saxophon), Stefan Geuther (Schlagzeug, Gesang; später ersetzt durch Schlagzeuger Michael Schwandt) und die Sänger Gabi Merz, Silvia Kottas, Brigitte Goldner und Michael Schubert. Horst Krüger spielte Bass, sang, komponierte und zeichnete als „Kopf“ der Band auch für die Arrangements verantwortlich. Als Schubert die Band verließ, kam Heinz-Jürgen Gottschalk neu in die Band und Brigitte Goldner wurde durch Tamara Danz, die spätere „Frontfrau“ von Silly, ersetzt. Kurz bevor Michael Heubach seine eigene Band „Automobil“ gründete und Harald Meder seinen Platz einnahm, erschien eine weitere LP, auf der unter anderem der von Heubach komponierte Titel Die Tagesreise zu hören ist. Mit dem Song, der auf der Lift-Platte Meeresfahrt nochmals veröffentlicht wurde, gelang der Horst-Krüger-Band einer der bekanntesten Titel in der DDR-Rockgeschichte.

### Weitere musikalische Aktivitäten
Mitte des Jahres 1976 löste Krüger die Band auf, um sich fortan ausschließlich als Komponist zu betätigen. Mit einer Studioband, in wechselnder Besetzung, nahm er die meisten in dieser Zeit entstandenen Titel beim Rundfunk auf. Daneben schrieb er für das Fernsehballett und komponierte Filmmusiken, unter anderem für den Polizeiruf 110. Zwischen 1977 und 1979 entstand die erste Rockoper der DDR, Rosa Laub, nach einem Libretto von Waldtraut Lewin, als Auftragswerk des Volkstheaters Rostock, das von der Rostocker Amateurband Badister musikalisch umgesetzt wurde. Eine weitere Rockoper, Zaubersprüche, folgte.
1982 kehrte er mit der Horst Krüger Live Band auf die Bühne zurück, jedoch nur für kurze Zeit. In der Band spielten Krüger (Keyboard), Peter Falkenhagen (Gitarre), Detlef Bielke (Keyboard), Stefan Dohanetz (Schlagzeug) und die Sänger Bernd Dewet, Kirsten Kühnert, Michaela Burghardt, Hilmar Holz und Jacqueline Jacob.
Danach widmete sich Krüger wieder dem Komponieren und arbeitete mit den Textern Gisela Steineckert und Kurt Demmler zusammen. Es entstanden Titel für Gerti Möller, Jürgen Walter, Eva Maria Pieckert, Gonda Streibig, Anke Schenker und Arrangements für erfolgreiche Fernsehshows wie Ein Kessel Buntes und die Show von Heinz Rennhack. Auf der 1997 bei „easy“ veröffentlichten CD sind einige Kompositionen für bekannte DDR-Fernseh- und Rundfunksendungen wie 7–10: Sonntagmorgen in Spreeathen und Was ist denn heut bei Findigs los zu hören.

## Diskografie

### Singles
- 1968: Setz nicht alles aufs Spiel (Amiga)
- 1968: Der Minirock (Amiga)
- 1969: Minikini-Melodie (Amiga)
- 1970: Sieh mal an (Amiga)
- 1970: Schluß für heute (Amiga)
- 1970: Sommerlied (Amiga)
- 1974: Als die Sonne kam (Amiga)
- 1974: Ich bin da (Amiga)
- 1976: Ach nee, wer bist du denn (Amiga)

### Langspielplatten
- 1971: Horst Krüger & Ensemble (Amiga)
- 1972: Geh durch die Stadt (Amiga)
- 1975: Horst Krüger-Band (Amiga)
- 1982: Rosa Laub (Amiga)

### CD
- 1997: Quer-Beat (easy)

### Stücke auf Kompilationen
- 1967: Minirock mit Klaus Lenz Sextett auf „Schlagerexpress“ (Amiga)
- 1967: Lauf zum Fundbüro mit Klaus Lenz Sextett auf „Schlager Start“ (Amiga)
- 1967: In unsre Träume lächelt der Tag auf „Schlager Treffer“ (Amiga)
- 1968: Concertino in Beat, Schade um die Illusion, Schöne Mädchen haben Launen auf „Schlager Express“ (Amiga)
- 1968: Setz nicht alles aufs Spiel auf „Schlager Favoriten“ (Amiga)
- 1968: Ich hab’ dir weh getan auf „Schlager Palette“ (Amiga)
- 1968: Ich wollte bei dir weilen auf „Schlager Grüße“ (Amiga)
- 1968: Wie schön ist jeder Tag auf „Schlager frei Haus“ (Amiga)
- 1969: Wo sie wohnt auf „Schlager nach Maß“ (Amiga)
- 1969: Drei Musketiere auf „Schlager im Ziel“ (Amiga)
- 1969: Minikini-Melodie und Liebt sie mich auf „Treffpunkte der Talente im Amiga Studio“ (Amiga)
- 1969: Wirst du gehen auf „Schlager per Post“ (Amiga)
- 1969: Wirst du gehen auf „Schlager Express 1969“ (Amiga)
- 1970: Schluß für heute auf „Schlager Magazin Nr. 2“ (Amiga)
- 1970: Sieh mal an auf „Schlager Magazin Nr. 1“ (Amiga)
- 1970: Sieh mal an auf „Amiga-Express“ (Amiga)
- 1970: Himbeerzeit auf „Schlager 1970“ (Amiga)

## Filmografie (Auswahl)
- 1981: Nora S. (Fernsehfilm)
- 1981: Polizeiruf 110: Glassplitter
- 1982: Rächer, Retter und Rapiere (Fernsehserie, 7 Folgen)